# Google Translate
Google Translate (lit. ‘traductor de Google’) és el servei de traducció automàtica de Google, que permet fer traduccions bidireccionals en 133 llengües, inclòs el català. Es poden traduir des de paraules i textos a webs senceres, amb una qualitat de traducció que, tot i que no està exempta d'errors, és notable. Permet afegir un botó al navegador i traduir a l'acte al català (o fins a més de 70 llengües) la pàgina web que s'està veient en àrab, francès, alemany, espanyol, anglès, portuguès, italià, xinès (simplificat i tradicional), holandès, grec, coreà, japonès, rus, hindi, búlgar, croat, txec, danès, finès, noruec, polonès, esperanto, romanès, suec, filipí, hebreu, indonesi, lituà, serbo-croat (alfabet llatí i ciríl·lic), eslovac, eslovè, ucraïnès, vietnamita,... Si alguna traducció no és prou acurada, posant el cursor a sobre del paràgraf traduït, permet suggerir una traducció més correcta per anar millorant amb les aportacions de tots els usuaris les traduccions que fa. I també permet encastar l'eina de traducció en una web en català (o en una altra llengua) de manera que el visitant tingui la possibilitat de veure-la traduïda en una de les llengües anteriors.
El 2022, va incorporar 24 llengües noves, entre els quals hi havia el quítxua, el lingala i el mizo; no ho havia fet d'ençà de l'addició el 2010 d'unes altres 16. El 2024, gràcies a eines desenvolupades amb la intel·ligència artificial com el sistema PaLM2, va afegir al catàleg 110 idiomes més, inclosos l'occità, el bretó, el tibetà, el sicilià, el vènet, el manx i el cantonès. Així mateix, es va anunciar que l'objectiu a llarg termini era disposar de 1.000 idiomes en total.